# Георгіанська архітектура

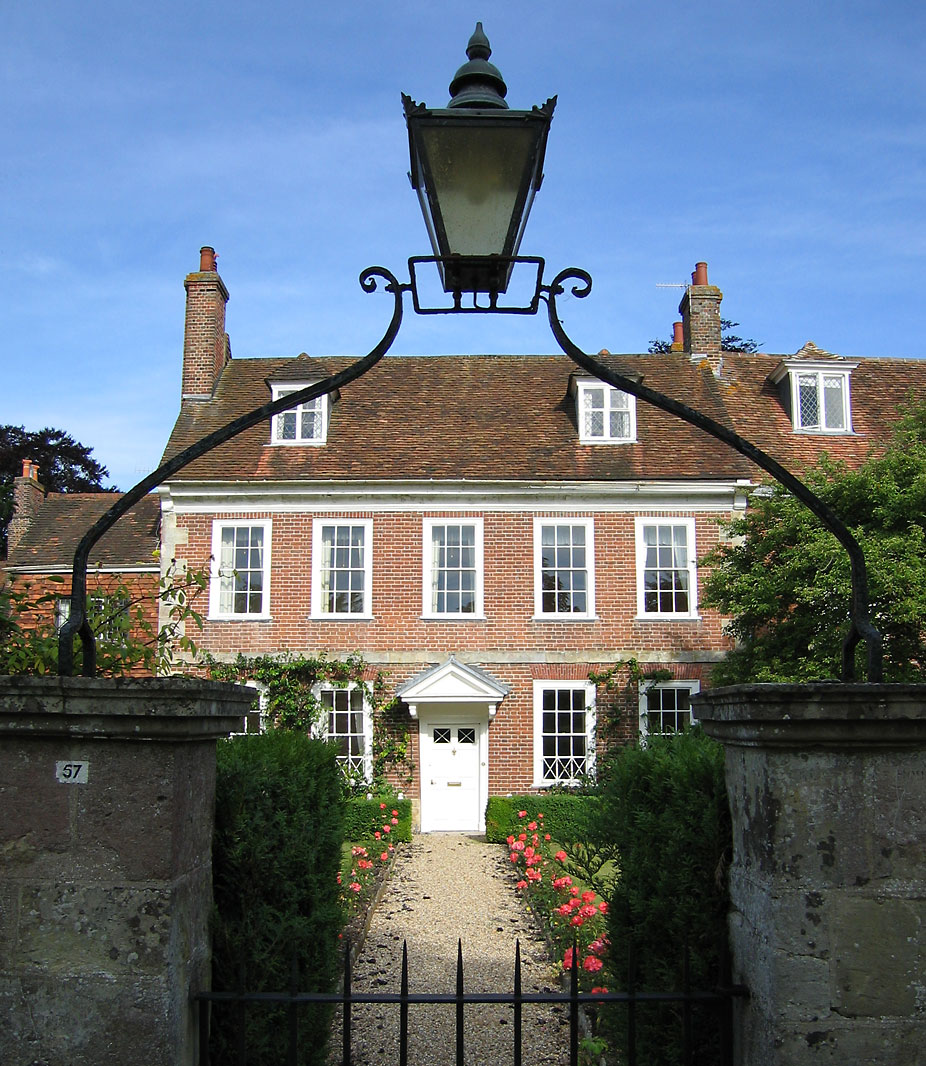
Типовий георгіанський будинок у Солсбері

Георгіанська архітектура — стиль в англійській архітектурі, виробництві меблів і декоративному мистецтві між 1714 і 1830 роками. Збігається із хронологічними рамками георгіанської епохи. У США цей термін використовують для опису всіх будівель, створених у цей період.
Стиль названий за епохою правління перших чотирьох королів Ганноверської династії — Георга I, Георга II, Георга III і Георга IV, яка принесла з собою зміни смаків, стилю і, відповідно, естетичних запитів того часу.
Архітектура переважно класичного стилю, хоча деякі деталі й інтер'єри були багато прикрашені в стилі рококо. Меблі часто робили з червоного й атласного дерева, розвинулося їх масове виробництво; своїми меблями були знамениті Томас Чіпендейл, Джордж Геплвайт, Томас Шератон.